# Оболенский, Иван Михайлович Репня
Ива́н Миха́йлович Репня-Оболе́нский (ум. 1523) — князь, боярин, наместник и воевода на службе у московских князей Ивана III и Василия III, родоначальник князей Репниных-Оболенских. Во время наместничества в Пскове получил прозвище «Найдён» (1509).
Четвёртый из пяти сыновей князя Михаила Ивановича Оболенского, третьего сына Ивана Константиновича, удельного князя Оболенского.

## Биография
В ходе Русско-литовской войны 1487—1494 гг. участвовал во взятии Вязьмы в 1490 г.
Вместе с князем Петром Никитичем Оболенским и царевичем Салтаганом участвовал в походе русских войск, посланных на помощь московскому союзнику, крымскому хану Менгли Гераю, против войск Большой Орды под командованием Сайид-Ахмада и Шейх-Ахмеда. Узнав, что московское войско находится на берегах Донца, ордынские царевичи отступили (май 1491).
Во время похода Ивана III против шведов, дворянин и воевода сторожевого полка (1492).
Воевода передового полка в походе на Вязьму (1493-1494). Угощал послов Великого князя Литовского Александра на приеме у Ивана III (1494). Сопровождал Государя в Новгород (1495).
В Шведском походе к Выборгу 2-й воевода передового полка (1496).
Участвует в бракосочетании князя Василия Даниловича Холмского с дочерью Ивана III Федосьей Ивановной, в числе детей боярских, поезжанин (13 февраля 1500). Воевода передового полка в войсках шедших под Путивль и Брянск и по присоединению с войском князя Даниила Васильевича Щени, принимает участие в сражении при Ведроши (1500).
Воевода левой руки в Литовском походе и при неудачной осаде Смоленска (июль-декабрь 1502).
Первый воевода левой руки судовой рати при неудачном походе князя Дмитрия Ивановича Жилки на Казань (май 1506).
Воевода передового полка в Литовском походе к Дорогобужу и далее к Смоленску против князя Глинского (1507-1508).
Воевода сторожевого полка (1509). По поручению Василия III, вместе с новгородскими наместниками Даниилом Щеней и Григорием Фёдоровичем Давыдовым, заключил в Новгороде мирный договор с Ливонскими послами. С этого года он становится наместником в Пскове вместо князя Петра Васильевича Шастунова-Великого. Псковичи прозвали его "Найдён", так как он не въехал в город в соответствии с обычаями, а был ими обнаружен уже в своей резиденции. К князю Ивану Михайловичу у псковичей было много претензий и они жаловались на него Василию III, но тот арестовал всех знатных людей Пскова, представил это, как бунт и воспользовался случаем для разгона вече, высылки вечевого колокола и ликвидации остатков Псковской независимости (1510).
Второй воевода Большого полка при походе Василия III к Смоленску (1511-1512).
Пожалован в бояре (1513). Боярин и воевода Большого полка, с отдельным отрядом идёт из Дорогобужа к Смоленску, осаждает город, опустошает окрестности и разбивает войска тамошнего наместника Соллогуба (июнь 1513).
Умер в 1523 г..

## Семья
Иван Михайлович Репня-Оболенский оставил после себя четырех сыновей:
- Василий Большой Иванович Репнин (ум. 1546), воевода
- Пётр Иванович Репнин (ум. 1546), боярин и воевода
- Василий Меньшой Иванович Репнин (ум. после 1537), воевода